# Pretty Princess Party
Princess Party (en japonés: プリティ・プリンセス マジカルコーディネート, romanizado: Puriti Purinsesu Majikaru Kōdinēto) es un videojuego de simulación de 2019 para Nintendo Switch desarrollado por Nippon Columbia. En el juego, los jugadores crean y controlan a un personaje de princesa que actúa como suplente del jugador, con actividades que incluyen decorar las habitaciones de un castillo, disfrazarse y seis minijuegos diferentes. Los minijuegos se pueden jugar solo contra oponentes controlados por computadora o en modo multijugador para hasta cuatro jugadores.
El juego recibió críticas generalmente positivas; A los críticos les gustó su accesibilidad para los jugadores infantiles, aunque también lo consideraron atractivo para los jugadores adultos debido a la personalización del castillo y la dificultad ajustable de los minijuegos. El juego fue lanzado originalmente por Nippon Columbia en Japón el 5 de diciembre de 2019 y por Aksys Games a nivel internacional el 3 de diciembre de 2020.

## Jugabilidad
Pretty Princess Party es un videojuego de simulación donde los jugadores crean y asumen el papel de un personaje de princesa en un mundo de fantasía, que regresa a un castillo que se ha deteriorado. El objetivo es decorar las veinte habitaciones del castillo con una amplia gama de muebles y artículos, basándose en tablillas que indican cómo debe amueblarse una habitación. El juego también presenta una actividad de vestir a la princesa, que incluye varias opciones de vestidos, zapatos, tiaras y coronas, maquillaje y adornos para el cabello para que los jugadores elijan, y un modo de fotografía donde pueden guardar imágenes de las habitaciones mientras posa la princesa en ellas. Además del modo historia, el juego presenta una lista de desafíos opcionales para que los jugadores los intenten.
El personaje del jugador se entrena para ser una princesa a través de seis minijuegos diferentes: equitación, bailes de salón, tiro con arco, decoración de pasteles, estudio y arreglo floral. Al completarlos, los jugadores obtienen acceso a una moneda que se puede usar para descifrar tabletas o para adquirir recetas y artículos artesanales, como nuevos atuendos para usar, y mobiliario y decoración para el castillo. Los minijuegos están vinculados a uno de los tres estilos: genial, lindo y elegante, lo que significa que uno debe jugar una variedad de juegos para adquirir todos los elementos necesarios para el castillo. Los minijuegos se pueden jugar solo contra tres princesas controladas por computadora, o en un modo multijugador que admite hasta cuatro jugadores.

## Desarrollo
El juego fue desarrollado por Nippon Columbia, continuando el estilo de los juegos que habían desarrollado previamente para Nintendo DS. Lo dirigieron principalmente a un público infantil, teniendo en cuenta la accesibilidad. El personaje principal estaba destinado a ser un sustituto del jugador, que debía sentirse como una princesa de cuento de hadas vistiendo hermosos vestidos. Nippon Columbia anunció el juego en septiembre de 2019, y lo lanzó el 5 de diciembre de 2019 en Japón para Nintendo Switch. Aksys Games anunció una localización del juego en la New Game+ Expo en junio de 2020, y lo lanzó internacionalmente el 3 de diciembre de 2020.

## Recepción
Aunque Pretty Princess Party recibió críticas generalmente positivas, no apareció en la tabla de ventas semanales de Famitsu 's top 30 para ventas minoristas de videojuegos en Japón durante su semana de debut, lo que indica que vendió menos de 3,000 copias físicas durante sus primeros tres días a la venta.
Los revisores calificaron el juego como accesible y bueno para los niños a los que les gustan las princesas de cuentos de hadas, con lindos diseños de personajes. Todavía consideraban que también tenía atractivo para los jugadores adultos, a través de su elemento de construir un inventario de elementos y personalizar el castillo y su dificultad ajustable para los minijuegos. Famitsu disfrutó del ciclo de juego principal, pero deseaba que hubiera más minijuegos que solo seis; Siliconera encontró bien los minijuegos, aunque un poco básicos.
Famitsu criticó el sistema de muebles como confuso en ocasiones, mientras que Siliconera encontró la decoración encantadora, con muebles que se ven bien juntos, y lo llamó inesperadamente complicado. Sin embargo, lo criticaron por el largo tiempo que lleva descifrar las tabletas y lo describieron como algo que uno esperaría de un juego gratuito en lugar de un lanzamiento pago. A Famitsu le gustaba disfrazarse, calificando la ropa y los peinados variados y hermosos, y los vestidos y accesorios esponjosos "como un sueño" para los jugadores jóvenes.